# Ai, Texas
Ai, Texas (愛, テキサス?) è un brano musicale del cantante giapponese Tomohisa Yamashita, pubblicato come suo quinto singolo il 29 febbraio 2012, ed il primo per l'etichetta discografica WMG Japan. Il singolo ha raggiunto la vetta della classifica Oricon dei singoli più venduti in Giappone, vendendo 165 889 copie. Il brano è il tema musicale del drama televisivo Saikō no jinsei no owarikata - Ending Planner di cui è protagonista Yamashita.

## Tracce
Edizione regolare WPCL-11069 
1. I, Texas (愛、テキサス)
2. Candy
3. PERFECT CRIME
4. I, Texas (Instrumental) (愛、テキサス)
5. Candy (Instrumental)

Edizione speciale tipo A WPZL-30372
CD
1. I, Texas (愛、テキサス; Love, Texas)
2. Candy
3. I, Texas (Instrumental) (愛、テキサス)
4. Candy (Instrumental)

DVD
1. I, Texas PV (愛、テキサス)

Edizione speciale tipo B WPCL-11068
CD
1. I, Texas (愛、テキサス; Love, Texas)
2. Candy
3. I, Texas (Instrumental) (愛、テキサス)
4. Candy (Instrumental)

Edizione speciale "Yamashita Tomohisa SHOP"
CD
1. I, Texas (愛、テキサス; Love, Texas)
2. Candy
3. I, Texas (Instrumental) (愛、テキサス)
4. Candy (Instrumental)

DVD
1. Making of "I, Texas" Music Video Footage

## Classifiche
| Classifica (2012)                  | Posizione più alta |
| ---------------------------------- | ------------------ |
| Giappone (Oricon)                  | 1                  |
| Giappone (Billboard Japan Hot 100) | 1                  |